# Birkhall
Birkhall è una proprietà di 210 chilometri quadrati che si trova nell'Aberdeenshire, in Scozia. Sorge accanto al fiume Muick al sud-ovest di Ballater. La proprietà è stata acquistata dalla famiglia Gordon, dal principe Alberto, consorte della regina Vittoria del Regno Unito. Non si hanno molte notizie in merito alla proprietà se non che vi soggiornava la regina madre Elisabetta, e che successivamente divenne di proprietà del nipote, l'attuale  re Carlo III, il quale trascorse qui la sua luna di miele con la prima moglie Diana, principessa del Galles.
La proprietà è situata all'interno della tenuta in cui si trova anche il castello di Balmoral ed è stata abituale residenza estiva di Carlo, prima che diventasse re.